# نموذج الأب الراعي
نموذج الأب الراعي هو أحد أساليب تربية الأطفال الذي يتصور نموذج أسري يتوقع من الأطفال خلاله اكتشاف ما يحيط بهم تحت رعاية الأبوين. يرى هذا النموذج أن الأطفال بالفطرة يعرفون ما يريدون وما ينبغي عليهم اكتشافه. ويعتبر الأبوان مسؤولين عن حماية طفلهما خلال هذا الاستكشاف بما يتضمن حماية طفلهما من أنفسهما بتقديم التوجيه. يقوم الوالدان بحمل الطفل في حالة بكائه وهذا لرغبة الوالدين في أن يشعر الطفل أنه في أمان وخاضع للرعاية. فإذا كبر الطفل معتقدًا أن رغباته سوف تُلبى؛ فإنه يمكن أن يكون أكثر ثقة عند مواجهة التحديات.
وتشمل الأفكار التي تندرج في هذا النموذج:
- أن النظام الحقيقي ليس قضية الامتثال الحازم، ولكن الاحترام والشفقة
- العالم ليس عدوانيًا بالفطرة أكثر من كونه لطيفًا بالفطرة؛ وهذا بكل بساطة يتطلب الاحترام
- لا يمكن تعلم الاحترام والشفقة إلا من خلال القدوة

## البحوث
يعتمد هذا النموذج على دراسة أجراها برنامج خريجي كلية بوسطن في التنمية البشرية حيث قام الباحثون بدراسة أساليب تربية الأطفال التي يفضلها آباء الأطفال ذوي القدرات الإبداعية الفائقة. توصي غالبية كتب تربية الأطفال بالأسلوب السلطوي. وقد توصل الباحثون إلى أسلوب تربية أطفال آخر أطلقوا عليه عبارة «الأب الراعي» والذي يركز على المسؤولية والتشاعر والإبداع. وكان المنهج الأساسي الذي اعتمد عليه هؤلاء الآباء يتمثل في:
- الوثوق في عدالة أطفالهم وحكمهم الجيد
- احترام الاستقلال الذاتي لأطفالهم وأفكارهم وأحاسيسهم
- دعم رغبات أطفالهم وغاياتهم
- الاستمتاع بصحبة أطفالهم
- حماية أطفالهم من إيذاء أنفسهم أو الآخرين؛ ولكن ليس بوضع القواعد بل بإيصال القيم ومناقشة سلوك أطفالهم معهم
- تقديم أسوة لـضبط النفس، والحساسية، والقيم مما يعتقدون أن أطفالهم سوف يحتاجون إليها.[1]

## تنويهات أخرى
يحثّ هربرت جاي روزنفيلد (أخصائي اجتماعي طبي معتمد) في كتابه الذي لم ينتهِ من تأليفه بعد Caring Parents: a Guide to Successful Parenting على استخدام «التوقعات المعقولة، والتي يُعبر عنها بوضوح ويتم القيام بها يوميًاومن خلال القدوة». وقد كتب روزينفيلد يقول «إن العناصر التي يحتاجها الأطفال لتنمية التقدير الجيد للذات...تعتبر في المقام الأول» منحًا«منّا نحن الآباء!»، وأشار إلى أهمية:
- التمييز الإيجابي الذي يتحقق من خلال الثناء والتشجيع وردود الفعل الإيجابية
- الارتباط بالأسرة وبالعائلة الكبيرة وبالجيران بصورة آمنة وصحية ومعتدلة
- الاستقلال الذاتي المناسب للمرحلة العمرية: المسؤوليات والامتيازات التي تناسب أعمارهم وقدراتهم
- نماذج الرعاية الأبوية التي تقدم القدوة المثالية: مع تقدير جيد للذات وللسلوك اللذين يمكن مضاهاتهما

وقد قال القس جورج إنجلهارت بإيجاز عام 1991 «إن مسؤولية الأبوين ينبغي أن تمنح أطفالهما بيئة تتميز بالآمن والمحبة والرعاية».
وقد ناقش جورج لاكوف أيضًا نموذج الأب الراعي في كتبه بما في ذلك كتابي Moral Politics و Whose Freedom?. ففي هذين الكتابين قارن بين نموذج الأب الراعي ونموذج الأب الحازم. فيشير لاكوف إلى أنه في حالة استخدمنا لفظ الأسرة استعارة عن الدولة، والأب عن الحكومة فإن السياسات التقدمية تتطابق مع نموذج الأب الراعي. فعلى سبيل المثال، يريد التقدميون أن تضمن الحكومة أن المواطنين يخضعون للحماية ويحصلون على المساعدة لتحقيق ما يستطيعونه. وهذا قد يأخذ شكل اللوائح البيئية المتشددة أو مساعدات الرعاية الصحية.
ويعتبر هذا النموذج أيضًا متناسبًا مع رعاية الأطفال المبسطة حيث يُشجع الأطفال على استكشاف العالم بالاعتماد على أنفسهم. فينبغي عليهم تعلم مواجهة المخاطر التي تفرضها الطبيعة. وبالرغم من أن رعاية الأطفال المبسطة قد تتعدى النطاق وتقلل مستوى الحماية الذي يقدمه الأبوان إلا أن هذا لا يشفع لمنع الحماية كليةً.